# آبشار لیدی آلیس
آبشار لیدی آلیس (به انگلیسی: Lady Alice Falls) آبشاری است که در نیوزیلند واقع شده و ارتفاع کلی ریزشگاه آن 656 or 919 پا (200 or 280 متر) است.